# زیردریایی کلاس کاچالوت
سابمارین کلاس کاچالوت (به انگلیسی: Cachalot-class submarine) یک کلاس از زیردریایی است.